# Nishat Khan
Nishat Khan (Calcutta, 1965) è un musicista indiano.
Definito “il più elegante suonatore di sitar della nuova generazione” è figlio del famoso Imrat Khan e nipote di Vilayat Khan.

## Biografia
Nishat Khan è l'erede di una delle più antiche ed insigni famiglie di musicisti dell'India del Nord, che vanta una tradizione lunga oltre 400 anni.
Inizia lo studio del sitar da piccolo, con il padre Imrat Khan, cominciando ad esibirsi a sette anni.  Musicista eclettico ed interessato ad un linguaggio sonoro che trascenda i confini della musica indiana, si dedica contemporaneamente ad altri generi musicali, in particolare alla musica classica, all'abstract jazz, al canto gregoriano e al flamenco.  La sua versatilità di strumentista lo porta a suonare con alcuni dei più importanti artisti della scena internazionale quali John McLaughlin, Philip Glass, Paco Pena, Evelyn Glennie,  e Django Bates.
Si è esibito su alcuni dei palchi più prestigiosi del mondo tra cui la Carnegie Hall e il Lincoln Center a New York e la Royal Albert Hall a Londra.
Nel 2004, viene invitato a suonare insieme ad Eric Clapton, Carlos Santana, Jeff Beck, John McLaughlin e altri al Crossroads Guitar Festival a Dallas, Texas.
Durante l'estate del 2007 parte per un tour in India insieme alla violinista Vanessa Mae e nel 2008 gira l'Europa con l'innovativo progetto “Spirit&Passion”, insieme al chitarrista flamenco Paco Peña.
Nel 2002 viene invitato in Giappone per celebrare il cinquantesimo anniversario delle relazioni diplomatiche fra l'India e il paese nipponico.
Viene insignito di diversi premi per i suoi contributi alla cultura e per le sue attività umanitarie, fra questi il Pacific Asia Museum Award a Los Angeles nel 2004 e il U.S. Congressional Award for Contribution to Culture and Community.
Nishat Kahn è da sempre molto impegnato anche come didatta,  e si è dedicato allo studio e alla trasmissione dell'importante eredità musicale della sua famiglia.  Nel corso degli anni ha insegnato alla UCLA di Los Angeles e in altri prestigiosi atenei.
Grazie alla tecnica esplosiva e alla profondità e complessità del linguaggio musicale Nishat Kahn è stato avvicinato ad artisti quali Jimi Hendrix (Chicago Sun Times) e J.S. Bach (Washington Times).
La sua musica è stata definita “Profonda ed elettrificante...pura allegria, che attraverso la tradizione raggiunge l'estasi” (New York Times).

## Discografia
- Ustad Nishat Khan with John McLaughlin, The Promise, Polygram Records, 1996
- Ustad Nishat Khan, Raga Miyan Ki Malhar/Raga Dhansri, India Archives, 1996
- Ustad Nishat Khan e l'Ensemble Gilles Binchois, Meeting of Angels, Amiata Records, ARNR 0603,Firenze 1997
- Ustad Nishat Khan, Raga Khan, Amiata Records ARNR 1997, Firenze, 1998